# Ivajlo Petrov

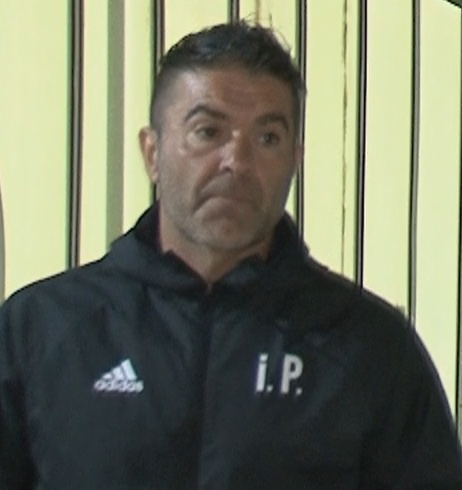
Ivajlo Petrov

Ivaylo Ivanov "Pifa" Petrov (Bulgaars: Ивайло Иванов "Пифа" Петров) (Sofia, 3 mei 1973) is een voormalig Bulgaarse voetbaldoelman die oa voor CSKA Sofia speelde.

## Carrière
- 1985-1991: Levski Sofia (jeugd)
- 1991-1998: FC Olimpik Teteven
- 1998-1999: OFK Akademik Svisjtov
- 1999-2000: Beroe Stara Zagora
- 2001-2006: Cherno More Varna
- 2006-2008: CSKA Sofia
- 2008-2009: AEK Larnaca
- 2009: CSKA Sofia